# Liga Ouro de Basquete de 2017
A Liga Ouro de Basquete de 2017 foi a quarta edição da divisão de acesso ao Novo Basquete Brasil. 
A competição contou com seis equipes: Botafogo (RJ), Blumenau (SC), Brusque (SC), Contagem Towers (MG), AABJ-Joinville (SC), e Santos (AP).

## Regulamento
O campeonato será disputado em três fases:

* Fase de classificação (todos contra todos em turno e returno) 

* Playoff semifinal 

* Playoff final
Na Fase de classificação as equipes jogam todas contra todas, em turno e returno, com jogos duplos de ida e volta, apurando-se as quatro equipes mais bem classificadas para a fase seguinte. Por jogos duplos entende-se que cada equipe enfrentará todos os adversários duas vezes consecutivas tanto no turno quanto no returno.
O Playoff semifinal é disputada entre as quatro equipes classificadas na Fase de Classificação. Será realizada em melhor de cinco partidas, sendo considerada vencedora a equipe que obtiver três vitórias. As equipes vencedoras desses confrontos estarão classificadas para a Fase Final.
O Playoff final é disputada entre as equipes vencedoras dos playoffs semifinais. Será realizada em melhor de cinco partidas, sendo considerada vencedora a equipe que obtiver três vitórias, e o campeão terá o direito de disputar o NBB 2017–18.

### Critérios de desempate
Havendo empate na contagem de pontos entre duas ou mais equipes, na fase de classificação, proceder-se-á ao desempate utilizando o seguinte critério: 
1º - Confronto direto entre as equipes empatadas, levando-se em conta somente os resultados dos jogos realizados entre as equipes empatadas, sendo melhor classificada a equipe que obteve o maior número de vitórias nos confrontos entre as essas equipes; 
2º - Melhor saldo de cestas, somente dos placares dos jogos realizados entre as equipes empatadas;
3º - Maior número de cestas, somente dos placares dos jogos realizados entre as equipes empatadas;
4º - Melhor saldo de cestas, levando-se em consideração os placares de todos os jogos realizados pelas equipes na fase de classificação; 
5º - Maior número de cestas, levando-se em consideração os placares de todos os jogos realizados pelas equipes na fase de classificação; 
6º - Não se resolvendo a situação de empate, utilizar-se-á o sorteio.

## Participantes
| Equipe          | Cidade         | Estado         | Ginásio                    | Capacidade |
| --------------- | -------------- | -------------- | -------------------------- | ---------- |
| AABJ-Joinville  | Joinville      | Santa Catarina | Centreventos Cau Hansen    | 4 000      |
| Botafogo        | Rio de Janeiro | Rio de Janeiro | Ginásio Oscar Zelaya       | 850        |
| Blumenau        | Blumenau       | Santa Catarina | Ginásio do Galegão         | 3 000      |
| Brusque         | Brusque        | Santa Catarina | Arena Brusque              | 5 000      |
| Contagem Towers | Contagem       | Minas Gerais   | Ginásio do Olympico Club   | 500        |
| Santos          | Macapá         | Amapá          | Instituto Federal do Amapá | 900        |

## Fase de classificação
| Pos | Times           | %    | Pts | J  | V  | D  | PF   | PS   | SP   | Classificação ou rebaixamento  |
| --- | --------------- | ---- | --- | -- | -- | -- | ---- | ---- | ---- | ------------------------------ |
| 1   | Botafogo        | 68.8 | 27  | 16 | 11 | 5  | 1263 | 1147 | 116  | Classificados para os Playoffs |
| 2   | Contagem Towers | 68.8 | 27  | 16 | 11 | 5  | 1105 | 1043 | 62   | Classificados para os Playoffs |
| 3   | AABJ-Joinville  | 56.3 | 25  | 16 | 9  | 7  | 1166 | 1112 | 54   | Classificados para os Playoffs |
| 4   | Blumenau        | 50   | 24  | 16 | 8  | 8  | 1257 | 1180 | 77   | Classificados para os Playoffs |
| 5   | Brusque         | 6.3  | 17  | 16 | 1  | 15 | 954  | 1263 | –309 |                                |
| 6   | Santos          | 0    | 0   | 0  | 0  | 0  | 0    | 0    | 0    |                                |

### Tabela de jogos
Para ler a tabela, a linha horizontal representa os jogos da equipe como mandante. A coluna vertical indica os jogos da equipe como visitante.
|           | BOT     | BLU     | BRU      | CTW     | JOI     | SAN      |
| Botafogo  |         | 90 – 64 | 91 – 53  | 76 – 80 | 62 – 68 | 124 – 68 |
| Botafogo  |         | 89 – 85 | 80 – 59  | 61 – 57 | 81 – 68 | 101 – 78 |
| Blumenau  | 98 – 86 |         | 102 – 73 | 65 – 72 | 75 – 77 | 72 – 65  |
| Blumenau  | 75 – 66 |         | 101 – 70 | 61 – 64 | 70 – 76 | 81 – 70  |
| Brusque   | 73 – 75 | 66 – 73 |          | 55 – 66 | 63 – 92 | 67 – 69  |
| Brusque   | 66 – 87 | 55 – 95 |          | 41 – 70 | 64 – 58 | 59 – 68  |
| Contagem  | 64 – 74 | 70 – 65 | 68 – 41  |         | 60 – 56 | 84 – 68  |
| Contagem  | 82 – 78 | 70 – 73 | 76 – 66  |         | 92 – 90 | 85 – 63  |
| Joinville | 75 – 79 | 78 – 74 | 61 – 56  | 65 – 55 |         | 71 – 75  |
| Joinville | 82 – 88 | 78 – 81 | 68 – 53  | 76 – 59 |         | 95 – 76  |
| Santos-AP | 63 – 66 | 58 – 91 | –        | 62 – 65 | –       |          |
| Santos-AP | 67 – 81 | 73 – 79 | –        | 56 – 54 | –       |          |

     Vitória do mandante
     Vitória do visitante
     Resultado/jogo cancelado

## Playoffs
Negrito - Vencedor das séries
Itálico - Time com vantagem de mando de quadra

### Semifinal
| Time 1          | Série | Time 2         | 1º Jogo | 2º Jogo | 3º Jogo | 4º Jogo | 5º Jogo |
| --------------- | ----- | -------------- | ------- | ------- | ------- | ------- | ------- |
| Botafogo        | 3–1   | Blumenau       | 82–81   | 75–67   | 55–71   | 74–69   | —       |
| Contagem Towers | 2–3   | AABJ-Joinville | 73–60   | 53–62   | 70–55   | 65–69   | 70–78   |

### Final
| Time 1   | Série | Time 2         | 1º Jogo | 2º Jogo | 3º Jogo | 4º Jogo | 5º Jogo |
| -------- | ----- | -------------- | ------- | ------- | ------- | ------- | ------- |
| Botafogo | 3–2   | AABJ-Joinville | 83–67   | 68–76   | 66–60   | 75–79   | 90–68   |

## Premiação
| Liga Ouro de 2017                                      |
| ------------------------------------------------------ |
| Botafogo Campeão (1º título Brasileiro da 2.ª Divisão) |